# 幸駅
幸駅（さいわいえき）は、長崎県諫早市幸町にある島原鉄道島原鉄道線の駅である。

## 歴史
- 2000年（平成12年）3月11日：開業[1]。

## 駅構造

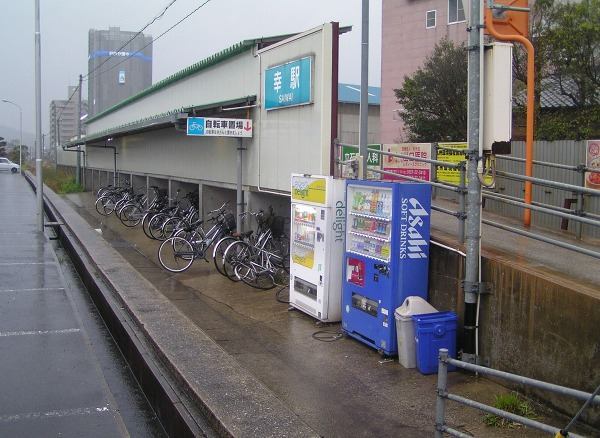
駅外観（2007年3月）

線路南側に単式ホーム1面1線を有する地上駅である。無人駅。
ホームの小野方がスロープになっており、駅へはこれを使って出入りする。駅小野方には第17-2号踏切が設置されているため、駅の北側に出ることが可能。駅舎は無いが、ホーム上に上屋を設置。また、ホーム下は一部駐輪場として活用されている。

## 利用状況
2018年度の年間乗車人員は61,458人、降車人員は73,205人であった。
近年の年間乗車人員、降車人員の推移は以下の通り。
| 年度               | 年間 乗車人員 | 年間 降車人員 |
| ------------------ | ------------- | ------------- |
| 2000年（平成12年） | 20,062        | 22,526        |
| 2001年（平成13年） | 27,829        | 31,910        |
| 2002年（平成14年） | 36,940        | 45,051        |
| 2003年（平成15年） | 48,152        | 57,265        |
| 2004年（平成16年） | 48,047        | 56,046        |
| 2005年（平成17年） | 49,263        | 60,073        |
| 2006年（平成18年） | 57,160        | 67,883        |
| 2007年（平成19年） | 68,035        | 78,192        |
| 2008年（平成20年） | 67,700        | 74,411        |
| 2009年（平成21年） | 53,488        | 60,117        |
| 2010年（平成22年） | 56,802        | 63,922        |
| 2011年（平成23年） | 61,927        | 70,009        |
| 2012年（平成24年） | 68,765        | 76,454        |
| 2013年（平成25年） | 70,162        | 77,448        |
| 2014年（平成26年） | 58,547        | 66,895        |
| 2015年（平成27年） | 62,599        | 70,053        |
| 2016年（平成28年） | 62,702        | 72,229        |
| 2017年（平成29年） | 63,153        | 73,978        |
| 2018年（平成30年） | 61,458        | 73,205        |

## 駅周辺
諫早市街地から東へ外れた区画整理地にある。
- 九州環境福祉医療専門学校
- 諫早市立諫早中学校
- 諫早市立小栗小学校
- 長崎県立諫早農業高等学校
- 日本ハム諫早プラント
- 諫早幸町簡易郵便局
- 国道57号
- 長崎ダイハツ販売諫早店
- ネッツトヨタ長崎諫早幸町店
- ララコープ幸町店
- ドラッグストアモリ諫早幸町店

## 隣の駅
島原鉄道
■島原鉄道線
本諫早駅 - 幸駅 - 小野駅